# Red Robbins
Austin « Red » Robbins, né le 30 septembre 1944 à Leesburg, en Floride et décédé le 18 novembre 2009 à Metairie, en Louisiane, est un ancien joueur américain de basket-ball. Il évolue aux postes d'ailier fort et de pivot.

## Palmarès
- Champion ABA 1971
- Nommé dans la All-ABA Second Team 1969, 1970
- 3 fois All-Star ABA (1968, 1969, 1971)